# كريستيان هيريرا
كريستيان هيريرا (بالإسبانية: Cristian Herrera)‏ (13 مارس 1991 بلاس بالماس دي غران كناريا في إسبانيا - ) هو لاعب كرة قدم إسباني في مركز الهجوم. لعب مع نادي ألميريا ونادي إلتشي ونادي جيرونا ونادي لاس بالماس وElche CF Ilicitano ‏ وUD Las Palmas Atlético ‏.

## وصلات خارجية
- كريستيان هيريرا على موقع قاعدة بيانات كرة القدم.إي يو (الإنجليزية)
- كريستيان هيريرا على موقع Soccerbase.com (لاعب) (الإنجليزية)
- كريستيان هيريرا على موقع Soccerway.com (الإنجليزية)
- كريستيان هيريرا على موقع AS.com (الإسبانية)